# Golce (województwo śląskie)
Golce – wieś w Polsce położona w województwie śląskim, w powiecie kłobuckim, w gminie Wręczyca Wielka.

## Położenie
Wieś położona jest na północny zachód od Wręczycy Wielkiej. We wsi znajduje się źródło rzeki Czarnej Okszy.

## Historia
Wieś Golce leży w Częstochowskim Obszarze Rudonośnym. W 1964 roku w sąsiedztwie wsi została oddana do eksploatacji kopalnia rud żelaza „XX-lecia PRL”, po której pozostała hałda pokopalniana. Przy drodze wojewódzkiej nr 494, w lesie między Golcami a Wręczycą Wielką, znajduje się drewniany krzyż postawiony na cześć poległych powstańców styczniowych. W latach 1975–1998 miejscowość administracyjnie należała do województwa częstochowskiego.

## Oświata
Szkoła podstawowa w Golcach powstała w 1920 roku i stanowiła filię szkoły w Truskolasach. Po upływie pięciu lat zlikwidowano ją. Ponownie zaczęła działać dopiero w 1953 roku i mieściła się wówczas w prywatnym budynku. Szkoła wielokrotnie zmieniała swoją siedzibę, dlatego pod koniec lat 60. podjęto decyzję o wybudowaniu budynku na jej potrzeby. Prace rozpoczęto w 1967 roku. Naukę w nowej szkole rozpoczęto 1 lutego 1968 roku, zapisanych było wówczas do niej 30 uczniów. Placówka działała do lat 90., następnie w jej budynku funkcjonowała filia przedszkola w Truskolasach.

## Ochotnicza Straż Pożarna w Golcach
Według kroniki OSP w Golcach pierwsza jednostka straży w miejscowości powstała w 1942 na polecenie okupanta hitlerowskiego. Na komendanta straży wyznaczony został wówczas Antoni Hyra. Pomieszczenie na sprzęt wyznaczono u jednego z rolników. Po wojnie społeczeństwo wsi postanowiło zorganizować jednostkę OSP. W następnych latach powstała niewielka szopa strażacka, w której przechowywano sprzęt. W 1959 roku zapadła decyzja o wybudowaniu ze zgromadzonych funduszy i oszczędności remizy. Prace rozpoczęto 10 lat później, a zakończono je w 1973 roku. Budynek pełni swą funkcję do dziś.

## Parafia
Wieś należy do parafii św. Mikołaja w Truskolasach.